# بخش لا گواخیرا
شهرستان لا گواخیرا (به اسپانیایی: La Guajira Department) یک سکونتگاه مسکونی در کلمبیا است که در کلمبیا واقع شده‌است.

## خصوصیات
شهرستان لا گواخیرا ۲۰٬۸۴۸ کیلومترمربع مساحت و ۹۰۲٬۳۸۶ نفر جمعیت دارد.